# 国家林业和草原局
国家林业和草原局，规范化简称国家林草局，是中华人民共和国国务院负责森林、草原、湿地、荒漠、陆生野生动物监督管理的国务院部委管理的国家局，现由中华人民共和国自然资源部管理。国家林业和草原局加挂国家公园管理局牌子（简称国家公园局）。
国家林业和草原局主要负责监督管理森林、草原、湿地、荒漠和陆生野生动植物资源开发利用和保护，组织生态保护和修复，开展造林绿化工作，管理国家公园等各类自然保护地等。

## 沿革
1998年国务院机构改革中，1998年3月10日，九届全国人大一次会议通过国务院机构改革方案，林业部改为国家林业局，作为国务院直属机构。2008年，根据《国务院关于机构设置的通知》（国发〔2008〕11号），设立国家林业局，为国务院直属机构。
1998年3月20日 中共中央批准国家林业局成立党组，王志宝任党组书记。3月23日，中共中央组织部同意李育材任国家林业局党组副书记，李昌鉴、江泽慧任党组成员。3月25日，国家林业局领导班子宣布会在北京召开，中共中央政治局委员、中央书记处书记、国务院副总理温家宝出席并讲话，中央组织部副部长张柏林宣布国家林业局领导班子组成名单。3月29日，《国务院关于议事协调机构和临时机构设置的通知》（国发〔1998〕7号）保留全国绿化委员会，具体工作由国家林业局承担。 
1998年11月3日，国务院第24次总理办公会议决定，调整武警森林部队领导管理体制，实行武警总部和国家林业局双重领导体制，由武警总部统一领导武警森林部队的军事、政治、后勤工作，国家林业局负责部队业务工作。成立武警森林部队指挥部。武警森林部队的森林防火业务工作实行中央和地方双重领导。1999年2月5日，国务院、中央军委以国发〔1999〕6号印发《国务院、中央军委关于调整武警黄金、森林、水电、交通部队领导管理体制及有关问题的通知》，明确森警部队实行新领导管理体制，改称武警森林部队，接受武警总部和国家林业局双重领导。1999年7月26日，中国人民武装警察部队森林指挥部领导班子成员宣布大会在北京召开，武警部队副政委刘源宣读国务院、中央军委关于武警森林指挥部领导班子成员任职命令，国家林业局局长王志宝兼武警森林指挥部党委第一书记、第一政委。8月4日，武警森林指挥部成立大会在北京举行。
2000年1月26日，国际竹藤组织在北京举行总部大楼和国际竹藤网络中心工程开工典礼，中共中央政治局委员、国务院副总理钱其琛，国家计委副主任刘江，国家林业局局长、国际竹藤组织理事会主席王志宝，国际竹藤组织董事会主席高登·史密斯等出席并剪彩。2000年4月4日，中央机构编制委员会办公室以中编办字〔2000〕35号批准国家林业局成立“国际竹藤网络中心”。 
1998年中共十五届三中全会强调“改善生态环境是关系中华民族生存和发展的长远大计，也是防御旱涝等自然灾害的根本措施”。1998年三江水灾后，中共中央、国务院《关于灾后重建、整治江河、兴修水利的若干意见》中，将“封山植树，退耕还林”放在首位。1998年8月23日，在四川省率先启动天然林资源保护工程。1998年11月，国务院制定并下发《全国生态环境建设规划》，明确了中国生态环境建设的总体目标。1999年1月，在全国林业厅局长会议上，国家林业局提出了新形势下发展林业的新思路：“要遵循现代林业的思想，按照建立比较完备的林业生态体系和比较发达的林业产业体系的目标，大力推进和深化林业分类经营改革，以此为突破口，来促进整个林业的改革和发展。”2000年在全国17个省、自治区的193个县全面启动退耕还林还草试点示范工程。
2001年后，国家林业局将十多个林业重点生态工程系统整合成六大林业重点工程：天然林资源保护、退耕还林、京津风沙源治理、“三北”和长江等防护林建设、野生动植物保护及自然保护区建设、速生丰产用材林基地建设。此后五年，林业工作主要围绕六大林业重点工程展开。2001年下半年起的两年中，国家林业局还开展了“中国可持续发展林业战略研究”。
2003年6月，中共中央、国务院颁布《关于加快林业发展的决定》。2003年7月，国家林业局召开全国林业厅局长座谈会，落实该决定中的林业工作总体部署，要求以“六大林业重点工程”为重点，办好科教兴林、依法治林这两件大事，强化“严管林、慎用钱、质为先”三项工作，推进四项改革（林业分类经营管理体制、重点国有林区森林资源管理体制、林业产权制度、林业综合执法），做好各级林业主管部门“思想、组织、业务、作风、制度”五大建设。同年9月，国务院召开全国林业工作会议。2004年3月，十届全国人大二次会议通过的政府工作报告指出“实施生态建设为主的林业发展战略”。2003年至2004年，全国各省（自治区、直辖市）落实中央要求，纷纷召开林业工作会议，出台加快林业发展的文件。
2005年初，在全国林业厅局长会议上，国家林业局党组得出中国生态建设正处于“治理与破坏相持阶段”的判断。7月29日，国家林业局党组提出相持阶段林业发展的基本思路，实行东扩（扩展东部少林地区林业发展的空间和内涵）、西治（加快西部地区的生态治理步伐）、南用（利用南方优越的水热条件和经济社会优势，提高林业的质量和效益）、北休（推进东北地区天然林休养生息）的区域发展战略，推动生态建设尽快进入治理大于破坏阶段。
2006年2月，在全国林业厅局长会议上，国家林业局党组突出了“十一五”林业工作的总体要求。2007年1月全国林业厅局长会议的主题为“坚持科学发展，建设现代林业，为构建社会主义和谐社会作贡献”。2008年初的全国林业厅局长会议上，贾治邦代表国家林业局党组作《履行建设生态文明重大使命，推进现代林业又好又快发展》主题报告，指出“建设生态文明是党中央、国务院赋予林业的重大使命，也是我国对人类应尽的重要义务和历史责任。”力争到2010年全国森林覆盖率达20%，森林蓄积量达132亿立方米以上，“森林的质量效益明显提升，林业的三大功能明显增强，社会生态文明观念逐步树立。”现代林业建设基本原则为：“把建设生态文明作为战略目标；把解放思想作为重要前提；把深化改革作为根本动力；把加强森林经营作为永恒主题；把兴林富民作为根本宗旨。”
2008年1月15日，国家林业局在北京召开14省（市）集体林权制度改革座谈会。4月28日，中共中央总书记胡锦涛主持中共中央政治局会议，研究部署推进集体林权制度改革。6月8日，中共中央以中发〔2008〕10号印发《中共中央国务院关于全面推进集体林权制度改革的意见》。集体林权制度改革随后在浙江、福建、辽宁、江西先行试点的基础上，在全国普遍开展。
2009年6月，中央首次召开中央林业工作会议，系统研究了新形势下林业改革发展问题，全面部署推进集体林权制度改革工作。中共中央政治局常委、国务院总理温家宝会见全体代表并讲话，要求坚定不移地推进集体林权制度改革，用5年左右时间基本完成集体林地明晰产权、承包到户的改革任务。中共中央政治局委员、国务院副总理回良玉出席会议并讲话。国家林业局党组书记、局长贾治邦主持会议并发言。
2018年3月17日第十三届全国人民代表大会第一次会议通过《第十三届全国人民代表大会第一次会议
关于国务院机构改革方案的决定》，批准《国务院机构改革方案》。方案规定：“组建国家林业和草原局。将国家林业局的职责，农业部的草原监督管理职责，以及国土资源部、住房和城乡建设部、水利部、农业部、国家海洋局等部门的自然保护区、风景名胜区、自然遗产、地质公园等管理职责整合，组建国家林业和草原局，由自然资源部管理。国家林业和草原局加挂国家公园管理局牌子。不再保留国家林业局。”
2018年4月10日，国家林业和草原局、国家公园管理局正式挂牌成立。
2018年12月4日，中共中央办公厅、国务院办公厅印发《关于深化生态环境保护综合行政执法改革的指导意见》。决定组建生态环境保护综合执法队伍。将林业部门对自然保护地内进行非法开矿、修路、筑坝、建设造成生态破坏的执法权整合划入中华人民共和国生态环境部。生态环境保护综合执法队伍以本级生态环境部门的名义，依法统一行使污染防治、生态保护、核与辐射安全的行政处罚权以及与行政处罚相关的行政检查、行政强制权等执法职能。除法律法规另有规定外，上列相关部门不再行使上述行政处罚权和行政强制权。
2018年12月，中办、国办印发《行业公安机关管理体制调整工作方案》，按照“警是警、政是政、企是企”的要求，将铁路公安、森林公安、交通公安由双重领导调整为公安部领导。2019年，根据《公安部职能配置、内设机构和人员编制规定》，组建公安部食品药品犯罪侦查局（公安部七局），承担食品药品、知识产权、生态环境、森林草原、生物安全案件侦查职能，撤销国家林业和草原局森林公安局（公安部十六局），森林公安队伍成建制划转省级公安厅（局）。原属国家林业和草原局的南京森林警察学院划归公安部管理。
2020年8月31日，根据国家发展改革委《关于全面推开行业协会商会与行政机关脱钩改革的实施意见》（发改体改〔2019〕1063号），原由国家林业和草原局（包含前身林业局）主管的中国花卉协会、中国林产工业协会、中国林场协会等12家行业协会（商会）与国家林业和草原局分离，依法直接登记、独立运行，剥离行政职能，不再设置业务主管单位。取消对行业协会的直接财政拨款，通过政府购买服务等方式支持其发展。全面实行劳动合同制度，依法依章程自主招聘工作人员。

## 职责
根据《国家林业和草原局职能配置、内设机构和人员编制规定》（厅字〔2018〕66号），国家林业和草原局承担下列职能：
1. 负责林业和草原及其生态保护修复的监督管理。拟订林业和草原及其生态保护修复的政策、规划、标准并组织实施，起草相关法律法规、部门规章草案。组织开展森林、草原、湿地、荒漠和陆生野生动植物资源动态监测与评价。
2. 组织林业和草原生态保护修复和造林绿化工作。组织实施林业和草原重点生态保护修复工程，指导公益林和商品林的培育，指导、监督全民义务植树、城乡绿化工作。指导林业和草原有害生物防治、检疫工作。承担林业和草原应对气候变化的相关工作。
3. 负责森林、草原、湿地资源的监督管理。组织编制并监督执行全国森林采伐限额。负责林地管理，拟订林地保护利用规划并组织实施，指导国家级公益林划定和管理工作，管理重点国有林区的国有森林资源。负责草原禁牧、草畜平衡和草原生态修复治理工作，监督管理草原的开发利用。负责湿地生态保护修复工作，拟订湿地保护规划和相关国家标准，监督管理湿地的开发利用。
4. 负责监督管理荒漠化防治工作。组织开展荒漠调查，组织拟订防沙治沙、石漠化防治及沙化土地封禁保护区建设规划，拟订相关国家标准，监督管理沙化土地的开发利用，组织沙尘暴灾害预测预报和应急处置。
5. 负责陆生野生动植物资源监督管理。组织开展陆生野生动植物资源调查，拟订及调整国家重点保护的陆生野生动物、植物名录，指导陆生野生动植物的救护繁育、栖息地恢复发展、疫源疫病监测，监督管理陆生野生动植物猎捕或采集、驯养繁殖或培植、经营利用，按分工监督管理野生动植物进出口。
6. 负责监督管理各类自然保护地。拟订各类自然保护地规划和相关国家标准。负责国家公园设立、规划、建设和特许经营等工作，负责中央政府直接行使所有权的国家公园等自然保护地的自然资源资产管理和国土空间用途管制。提出新建、调整各类国家级自然保护地的审核建议并按程序报批，组织审核世界自然遗产的申报，会同有关部门审核世界自然与文化双重遗产的申报。负责生物多样性保护相关工作。
7. 负责推进林业和草原改革相关工作。拟订集体林权制度、重点国有林区、国有林场、草原等重大改革意见并监督实施。拟订农村林业发展、维护林业经营者合法权益的政策措施，指导农村林地承包经营工作。开展退耕（牧）还林还草，负责天然林保护工作。
8. 拟订林业和草原资源优化配置及木材利用政策，拟订相关林业产业国家标准并监督实施，组织、指导林产品质量监督，指导生态扶贫相关工作。
9. 指导国有林场基本建设和发展，组织林木种子、草种种质资源普查，组织建立种质资源库，负责良种选育推广，管理林木种苗、草种生产经营行为，监管林木种苗、草种质量。监督管理林业和草原生物种质资源、转基因生物安全、植物新品种保护。
10. 指导全国森林公安工作，监督管理森林公安队伍，指导全国林业重大违法案件的查处，负责相关行政执法监管工作，指导林区社会治安治理工作。
11. 负责落实综合防灾减灾规划相关要求，组织编制森林和草原火灾防治规划和防护标准并指导实施，指导开展防火巡护、火源管理、防火设施建设等工作。组织指导国有林场林区和草原开展宣传教育、监测预警、督促检查等防火工作。必要时，可以提请应急管理部，以国家应急指挥机构名义，部署相关防治工作。
12. 监督管理林业和草原中央级资金和国有资产，提出林业和草原预算内投资、国家财政性资金安排建议，按国务院规定权限，审核国家规划内和年度计划内投资项目。参与拟订林业和草原经济调节政策，组织实施林业和草原生态补偿工作。
13. 负责林业和草原科技、教育和外事工作，指导全国林业和草原人才队伍建设，组织实施林业和草原国际交流与合作事务，承担湿地、防治荒漠化、濒危野生动植物等国际公约履约工作。
14. 完成党中央、国务院交办的其他任务。

## 机构设置

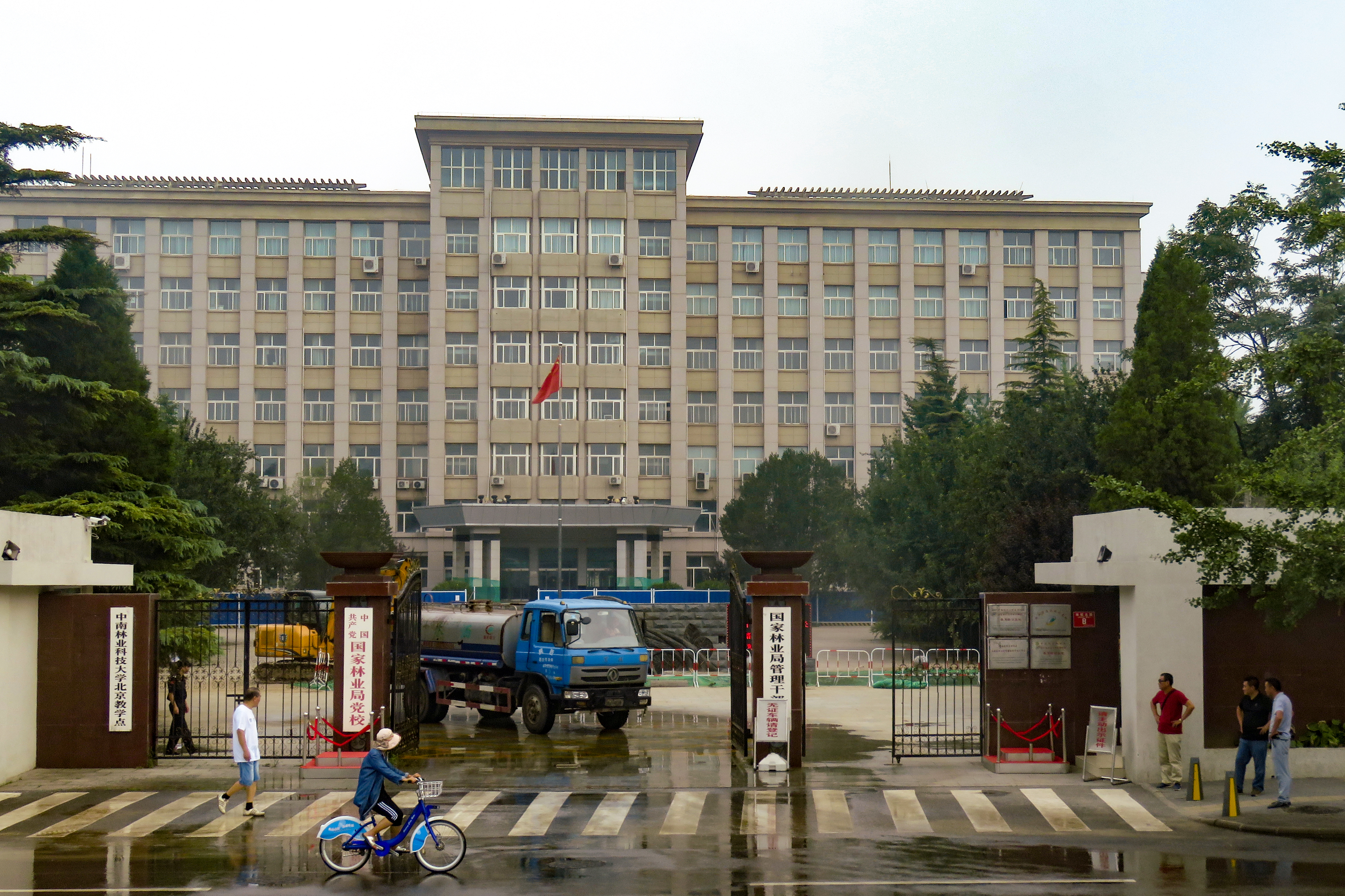
位于北京市大兴区林校路街道的国家林业和草原局管理干部学院

根据《国家林业和草原局职能配置、内设机构和人员编制规定》，国家林业和草原局内设机构、派出机构为副司局级，国家林业和草原局设置下列机构：

### 内设机构
- 办公室
- 生态保护修复司（全国绿化委员会办公室）
- 森林资源管理司
- 草原管理司
- 湿地管理司（中华人民共和国国际湿地公约履约办公室）
- 荒漠化防治司（中华人民共和国联合国防治荒漠化公约履约办公室）
- 野生动植物保护司（中华人民共和国濒危物种进出口管理办公室）
- 自然保护地管理司
- 林业和草原改革发展司
- 国有林场和种苗管理司
- 森林草原防火司
- 规划财务司
- 科学技术司
- 国际合作司（港澳台办公室）
- 人事司
- 机关党委
- 离退休干部局

### 派出机构
- 国家林业和草原局驻内蒙古自治区森林资源监督专员办事处（中华人民共和国濒危物种进出口管理办公室内蒙古自治区办事处）
- 国家林业和草原局驻长春森林资源监督专员办事处（中华人民共和国濒危物种进出口管理办公室长春办事处、东北虎豹国家公园管理局）
- 国家林业和草原局驻黑龙江森林资源监督专员办事处（中华人民共和国濒危物种进出口管理办公室黑龙江办事处）
- 国家林业和草原局驻大兴安岭林业集团公司森林资源监督专员办事处
- 国家林业和草原局驻成都森林资源监督专员办事处（中华人民共和国濒危物种进出口管理办公室成都办事处、大熊猫国家公园管理局）
- 国家林业和草原局驻云南省森林资源监督专员办事处（中华人民共和国濒危物种进出口管理办公室乌鲁木齐办事处）
- 国家林业和草原局驻福州森林资源监督专员办事处（中华人民共和国濒危物种进出口管理办公室福州办事处）
- 国家林业和草原局驻西安森林资源监督专员办事处（中华人民共和国濒危物种进出口管理办公室西安办事处、祁连山国家公园管理局）
- 国家林业和草原局驻武汉森林资源监督专员办事处（中华人民共和国濒危物种进出口管理办公室武汉办事处）
- 国家林业和草原局驻贵阳森林资源监督专员办事处（中华人民共和国濒危物种进出口管理办公室贵阳办事处）
- 国家林业和草原局驻广州森林资源监督专员办事处（中华人民共和国濒危物种进出口管理办公室广州办事处）
- 国家林业和草原局驻合肥森林资源监督专员办事处（中华人民共和国濒危物种进出口管理办公室合肥办事处）
- 国家林业和草原局驻乌鲁木齐森林资源监督专员办事处（中华人民共和国濒危物种进出口管理办公室乌鲁木齐办事处）
- 国家林业和草原局驻上海森林资源监督专员办事处（中华人民共和国濒危物种进出口管理办公室上海办事处）
- 国家林业和草原局驻北京森林资源监督专员办事处（中华人民共和国濒危物种进出口管理办公室北京办事处）

### 直属事业单位
- 国家林业和草原局机关服务中心
- 国家林业和草原局信息中心
- 国家林业和草原局林业工作站管理总站
- 国家林业和草原局财会核算审计中心
- 国家林业和草原局宣传中心
- 国家林业和草原局林业和草原基金管理总站
- 国家林业和草原局生态建设工程管理中心
- 国家林业和草原局西北华北东北防护林建设局
- 国家林业和草原局国际合作交流中心
- 国家林业和草原局科技发展中心（国家林业和草原局植物新品种保护办公室）
- 国家林业和草原局发展研究中心（国家林业和草原局法律事务中心）
- 国家林业和草原局国家公园（自然保护地）发展中心
- 国家林业和草原局野生动物保护监测中心
- 国家林业和草原局森林草原火灾预防监测中心
- 中国林业科学研究院（正司局级）
- 国家林业和草原局林草调查规划院
- 国家林业和草原局产业发展规划院
- 国家林业和草原局管理干部学院
- 中国绿色时报社
- 国际竹藤中心
  - 国际竹藤中心安徽太平试验中心（正处级）
- 国家林业和草原局亚太森林网络管理中心
- 国家林业和草原局生物灾害防控中心
- 国家林业和草原局华东调查规划院
- 国家林业和草原局中南调查规划院
- 国家林业和草原局西北调查规划院
- 国家林业和草原局西南调查规划院
- 中国大熊猫保护研究中心
- 国家林业和草原局重点国有林区森林资源监测中心
- 国家林业和草原局四川卧龙国家级自然保护区管理局（正处级，四川省林草局代管）

### 直属企业单位
- 大兴安岭林业集团公司（正厅级）
- 中国龙江森林工业集团有限公司（黑龙江省森林工业总局）（正厅级）[註 1]
- 中国林业出版社有限公司

### 主管社会团体
- 中国绿化基金会
- 中国林学会
- 中国野生动物保护协会
- 中国绿色碳汇基金会
- 中国治沙暨沙业学会
- 中国林业职工思想政治工作研究会

## 历任领导
| 局长 - 张建龙（2018年4月－2020年5月，兼自然资源部党组成员） - 关志鸥（2020年5月－2025年1月，兼自然资源部党组成员） - 刘国洪（2025年2月－，自然资源部党组成员兼） 副局长 - 张永利（2018年4月－2023年6月，2020年5月－2023年6月兼应急管理部党委委员） - 刘东生（2018年4月－2023年2月） - 彭有冬（2018年4月－2021年11月） - 李树铭（2018年4月－2023年2月） - 李春良（2018年4月－2023年4月，兼中华人民共和国濒危物种进出口管理办公室主任） - 谭光明（2021年4月－2025年3月） - 彭小国（2023年2月－2024年12月） - 唐芳林（2023年4月－） - 闫振（2023年6月－，兼中华人民共和国濒危物种进出口管理办公室主任） - 李云卿（2024年1月－） - 宋新春（2024年12月－，应急管理部党委委员兼） - 李金华（2025年7月—，兼人事司司长） 总工程师 …… - 程红（2023年10月－2025年7月） 总经济师 …… - 刘克勇（2025年7月－） 森林草原防火督查专员 …… - 高红电（2023年10月－） 全国绿化委员会办公室专职副主任 …… - 张炜（2024年8月－） | 党组书记 - 张建龙（2018年4月－2020年5月，兼自然资源部党组成员） - 关志鸥（2020年5月－2024年12月，兼自然资源部党组成员） - 刘国洪（2025年1月－，自然资源部党组成员兼） 党组成员 - 张永利（2018年4月－2023年6月） - 彭有冬（2018年4月－2021年11月） - 李树铭（2018年4月－2023年2月） - 李春良（2018年4月－2023年4月，兼中华人民共和国濒危物种进出口管理办公室主任） - 谭光明（2018年11月－2025年3月，兼人事司司长、局党校副校长） - 彭小国（2023年1月－2024年12月） - 唐芳林（2023年4月－） - 闫振（2023年6月－） - 李云卿（2024年1月－） - 宋新春（2024年12月－） - 李金华（2025年7月—） 机关党委书记 …… - 谭光明（2025年3月－，兼局党校校长） |